# Gare de Landry
Gare de Landry – stacja kolejowa w Landry, w departamencie Sabaudia, w regionie Owernia-Rodan-Alpy, we Francji.
Jest stacją Société nationale des chemins de fer français (SNCF), obsługiwaną przez pociągi Intercités, TGV, Thalys, Eurostar (sezonowo) i TER Rhône-Alpes.

## Położenie
Znajduje się na wysokości 743 m n.p.m., na km 73,935 linii Saint-Pierre-d’Albigny – Bourg-Saint-Maurice, pomiędzy stacjami Aime-La Plagne i Bourg-Saint-Maurice.